# 霍克湾大区
霍克湾（又譯霍克斯灣、豪克斯湾）是位於紐西蘭北島東岸的一個大區，地區議會設於內皮爾及哈斯丁（Hastings）兩市。

## 地理
豪克斯灣位於紐西蘭北島東岸，其名稱沿用了豪克灣（Hawke Bay）的舊稱。 豪克灣是一個半環形的的大海灣，由瑪希亞半島（Mahia Peninsula）以東北至拐子角（Cape Kidnappers） 以西南延伸100公里。
豪克斯灣的範圍包括中、北豪克灣附近的沿海山丘地區、北邊的懷羅瓦河（Wairoa River）的沖積平原、西邊的哈斯丁（Hastings）附近的何瑞通加平原（Heretaunga Plains），以及位處Kaweka山脈與瓦希尼山脈（Ruahine Ranges）之間的山丘內陸。
豪克斯灣的圍範與前豪克斯灣省（Hawke's Bay Province）的有別，一些位於西南邊的馬努瓦圖-旺格紐伊地區（Manawatu-Wanganui Region）城鎮，譬如Dannevirke及伍德威爾（Woodville），自稱是豪克斯灣的一部分。
豪克斯灣由懷羅瓦地區（Wairoa District）、哈斯丁（Hastings District）、內皮爾市、 中豪克斯灣（Central Hawke's Bay District）、陶波地區小部分地區，以及朗伊蒂基地區（Rangitikei District）組成。

## 歷史
1858-1876年間，豪克斯灣省（Hawke's Bay Province）曾經是紐西蘭的一個省份。1858年2月，在內皮爾召開的一個會議頒佈，豪克斯脫離威靈頓省（Wellington Province）置省。
1931年2月3日，內皮爾及哈斯丁（Hastings）遭受紐西蘭最慘重的自然災害破壞。黎克特制7.9級的地震導致256人喪生。 其後，內皮爾展開重建，至今以裝飾藝術建築聞名於世。 每年二月，內皮爾會秉承傳統，舉辦裝飾藝術週末（Art Deco Weekend）。

## 人口
根據2006年人口普查，豪克斯灣的人口有147,783人，當中55,359人在內皮爾市居住。內皮爾及哈斯丁（Hastings）是主要的市區。小社區包括懷羅瓦（Wairoa）、哈夫洛克北（Havelock North）、Tikokino、威帕（Waipawa）、普庫勞（Waipukurau）及Takapau。豪克斯灣有相當大的毛利人人口，根據2006年人口普查，佔總人口的24%）。卡杭谷努（Ngāti Kahungunu）是當地最大的毛利部族。

## 氣候與農業

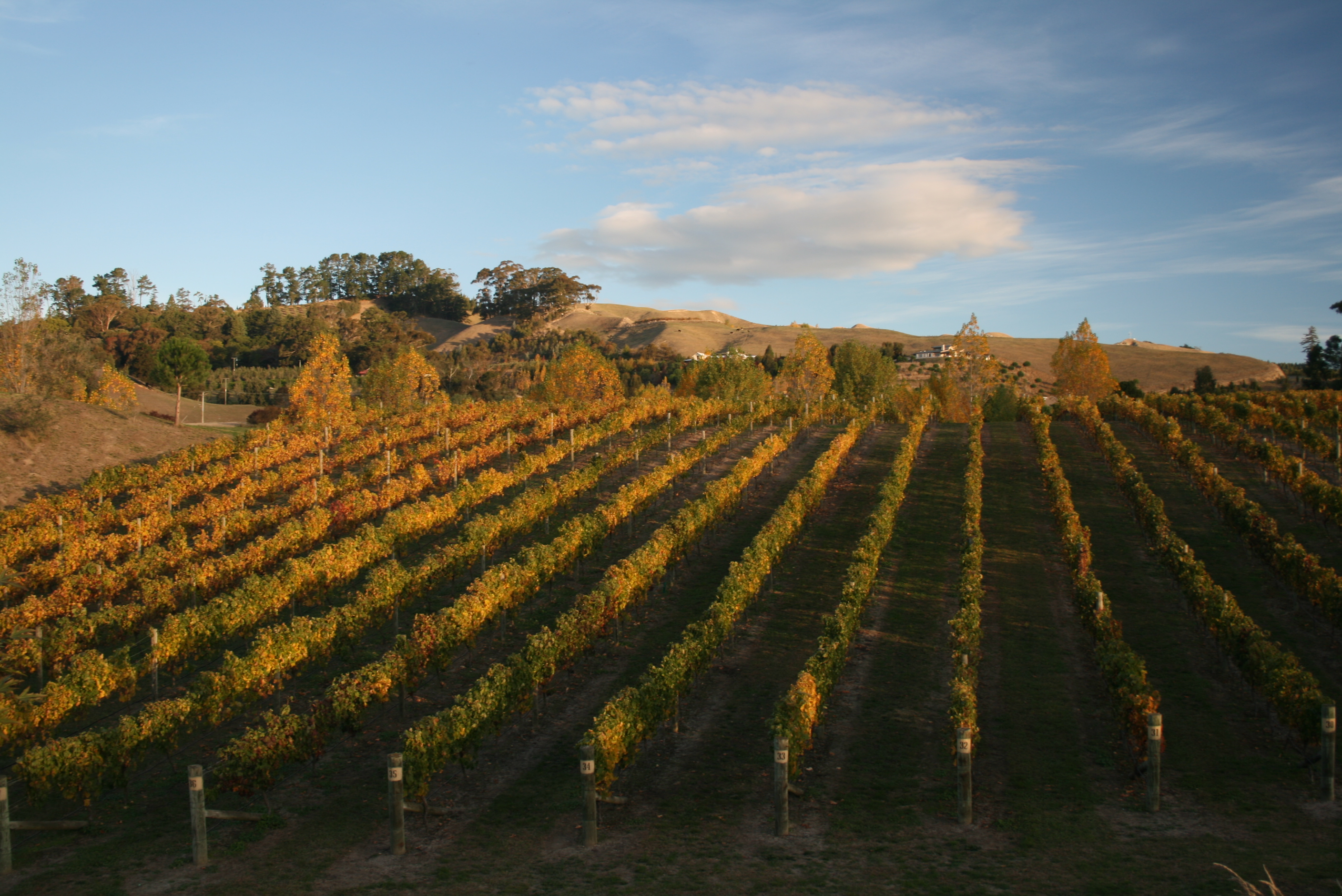
秋季時豪克斯灣一葡萄園

豪克斯灣的夏季長而酷熱，冬季涼快，這種乾燥、溫和的氣候特別適宜種植葡萄。豪克斯灣的大果園和葡萄園眾多，以出产世界顶级葡萄酒闻名，亦藉此得過不少獎項。 豪克斯灣的山丘地區適宜飼養牛、羊，而地勢不平的地區受森林地帶阻隔。

## 趣聞
- 塔烏瑪塔法卡塔尼哈娜可阿烏阿烏歐塔瑪提亞坡凱費努啊奇塔娜塔胡（Taumatawhakatangihangakoauauotamateaturipukakapikimaungahoronukupokaiwhenuakitanatahu）是一座高305米，座落於豪克斯灣南部的小山，其英文名（實際為毛利文）全長85個字母，是全世界的長地名之一。[9][10][11]

## 外部連結
- 豪克斯灣官方資訊 （页面存档备份，存于） （英文）
- 認識豪克斯灣：豪克斯灣指南 （英文）
- 內皮爾市議會網站 （英文）
- 豪克斯灣省及省地區（《紐西蘭百科全書》） （英文）